# Drain You
Pistes de Nevermind
Territorial Pissings
(7) Lounge Act
(9)
Drain You est la 8e chanson de l'album Nevermind de Nirvana. Écrite par Kurt Cobain, Drain You était l'une des chansons les plus jouées par Nirvana en concert. La mélodie de la chanson rappelle celle de la version démo de Smells Like Teen Spirit. Kurt Cobain considérait cette chanson comme étant la plus aboutie du groupe.
C'est la chanson de Nevermind qui utilise le plus la technique du re-recording avec cinq pistes mélangées à la piste originelle. On peut entendre au milieu de la chanson le bruit d'un canard en caoutchouc pressé par Cobain. Elle commence par les paroles « One baby to another said 'I'm lucky to have met you' » (« un bébé a dit à un autre 'je suis heureuse de t'avoir rencontré' »), une phrase que Tobi Vail avait dite à Cobain, alors que le vers « It is now my duty to completely drain you » (« c'est désormais mon devoir de te vider entièrement ») renvoie à l'ascendant que Vail avait sur Cobain. Les paroles évoquent une histoire d'amour fusionnelle, « à la limite du cannibalisme », entre deux bébés voisins de couveuse à l'hôpital. La démo de la chanson s'intitulait Formula, du nom d'un lait pour bébé, et a été enregistrée au printemps 1991 chez Dale Crover, des Melvins, ce dernier assurant la batterie alors que Dave Grohl était à la basse.
Elle figure à la 7e place du classement des 10 meilleures chansons du groupe établi par PopMatters, pour qui c'est la chanson « la plus accrocheuse de la deuxième moitié de l'album » avec ses « couplets d'un romantisme peu conventionnel » et son « interlude instrumental illustrant parfaitement la puissante alchimie du trio ». En 2014, Stereogum la classe en 3e position d'une liste des 10 meilleures chansons de Nirvana, évoquant « l'une des meilleures chansons de Nevermind, au refrain menaçant et à la mélodie vocale non conventionnelle ».